# Štefan pri Trebnjem
Štefan pri Trebnjem je naselje v Občini Trebnje.
Štefan pri Trebnjem je razloženo naselje zahodno od Trebnjega. Večina hiš se nahaja med železniško progo Ljubljana – Novo mesto in cesto Trebnje – Velika Loka, posamezne pa so tudi nad cesto. Ob Temenici je poplavna ravnica z mokrotnimi travniki, na okoliških gričkih so njive, nad njimi pa gozd.
Na obrobju vasi stoji cerkev svetega Štefana, ki se prvič omenja leta 1526. Srednjeveški značaj je ohranila v arhitekturi prezbiterija s talnim podzidkom in zazidanim gotsko šilastim oknom, na zunanjem delu so ostanki baročne arhitekturne poslikave, za vogelnike ladje pa so porabljeni rimski kamni. Ladja je ravnostropna, glavni oltar iz leta 1868 pa je izdelek Alojza Koširja.
V bližini so bili odkriti ostanki zidov naselbine iz rimskega časa, najverjetneje Praetoriuma Latobicoruma.